# Hochkarspitze
La Hochkarspitze est une montagne culminant à 2 543 m d'altitude dans le massif des Karwendel.

## Géographie
La montagne se situe sur la frontière entre l'Allemagne et l'Autriche. Il fait partie du chaînon septentrional, à l'ouest du Wörner.